# Détente
Détente (francouzsky: uvolnění), nebo Politika détente je termín pocházející z francouzštiny a znamená uvolnění napětí. Původně šlo o výraz ze žargonu diplomatů staré školy. V mezinárodní politice byl používán přibližně od roku 1970 především ve spojitosti se studenou válkou a diplomatickou snahou o snižování napětí mezi Sovětským svazem, Spojenými státy a Čínou (pingpongová diplomacie). V Sovětském svazu byl tento termín znám jako „разрядка“ (uvolnění, vybití). Obecně je možné výraz aplikovat na jakoukoliv mezinárodní situaci, kde nepřátelské národy, mezi kterými nebyla vyhlášena válka, redukují napětí diplomatickou cestou.

## Počátky užití pojmu
Tento výraz poprvé použil Winston Churchill v roce 1953. Je to politika mírové koexistence, vracel se k ní i Richard Nixon.
Politiku détente poprvé použil francouzský prezident Charles de Gaulle, který tím sledoval možnost získání iniciativy nezávislé na Spojených státech a zlepšení vztahů se Sovětským svazem a obdobnou politiku použil i západoněmecký kancléř Willy Brandt. Pojem vešel ve známost až s politikou Richarda Nixona, který svou strategii koncipoval se svým poradcem pro národní bezpečnost a pozdějším ministrem zahraničí Henrym Kissingerem.

### Postoj Nixonovy administrativy
Nixonova administrativa používala na prosazení politiky détente triangulární diplomacii při současném zachování velkého vojenského potenciálu. Hlavní zásady diplomacie byly:
- Zásada konkrétnosti - každé jednání se mělo zabývat konkrétní příčinou napětí, nikoliv pouze navozováním přátelské atmosféry.
- Zásada umírněnosti - smířlivé jednání v případě odpovědného jednání Sovětů, neústupné v případě avanturismu (sklonu k neodpovědnému chování).
- Zásada vázanosti a propojování - snaha podmínit spolupráci v jedné oblasti (kde se mocnosti shodovaly) pokrokem v oblasti druhé (kde se mocnosti neshodly).[2]

### Postoj Sovětského svazu
Henry Kissinger ve svém memorandu prezidentovi Nixonovi v roce 1972 analyzoval politiku Sovětského svazu jako dvojznačnou. Uvedl, že Leonid Brežněv se snaží vstoupit do historie jako vůdce, který přinesl Rusku mír a lepší život, ale současně jako přesvědčený komunista vidí politiku jako boj s jediným konečným vítězem a je hnán rozpornými impulsy, když pohlíží na Spojené státy jako na rivala a smrtelnou hrozbu, ale současně i jako na vzor, zdroj pomoci a partnera pro fyzické přežití.

## Vývoj détente
Politiku détente odmítla Reaganova doktrína (Ronald Reagan byl prezidentem USA od roku 1981 do 1989), která usilovala o zničení komunismu reprezentovaného především Sovětským svazem. V závěru vlády však Reagan s Michailem Gorbačovem prováděli politiku zmírnění napětí, tedy politiku détente.